# Bacilly
Bacilly is een gemeente in het Franse departement Manche (regio Normandië). De plaats maakt deel uit van het arrondissement Avranches. Bacilly telde op 1 januari 2022 935 inwoners.

## Geografie
De oppervlakte van Bacilly bedroeg op 1 januari 2022 15,88 vierkante kilometer; de bevolkingsdichtheid was toen 58,9 inwoners per km².

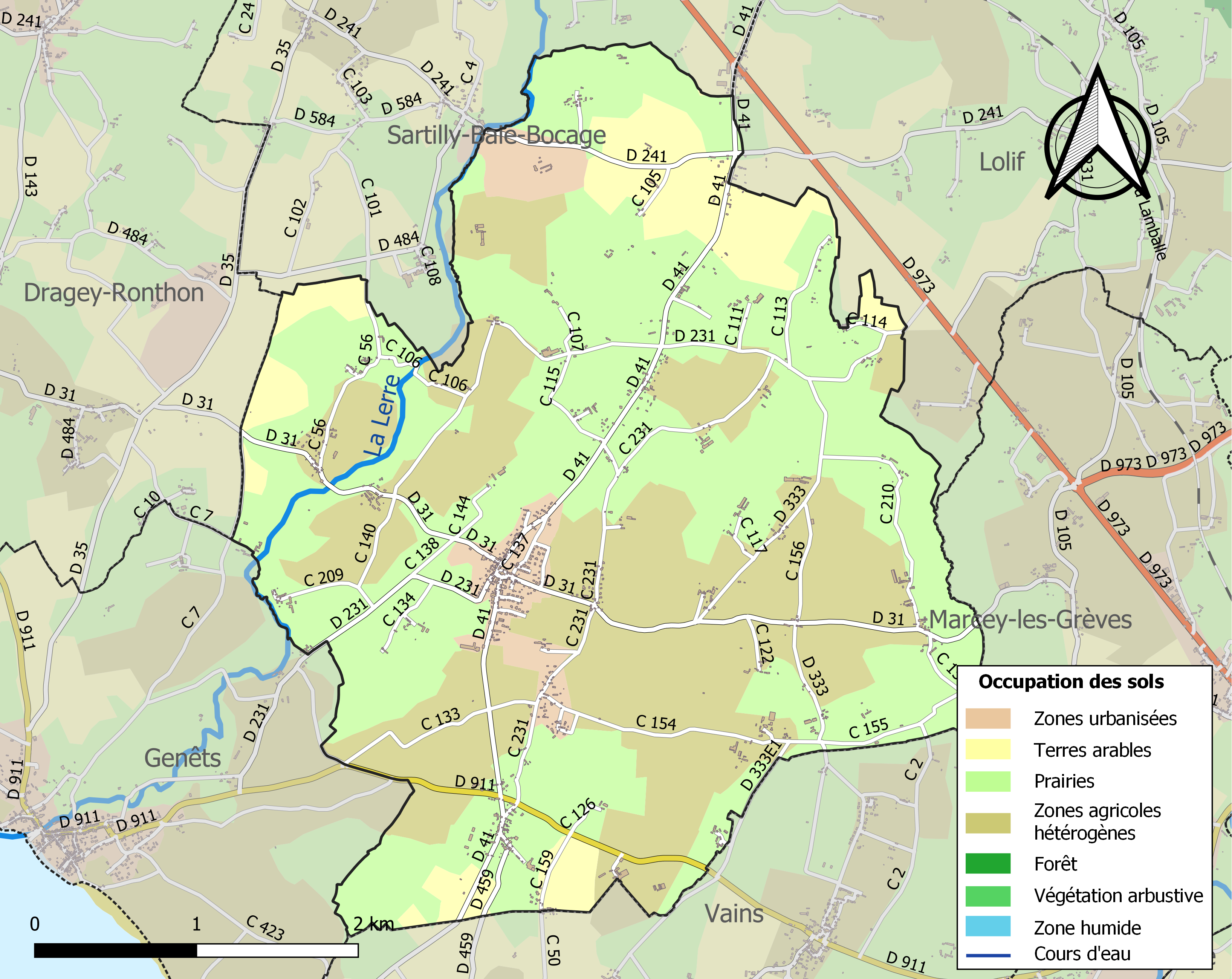
Kaart van de gemeente met de belangrijkste infrastructuur, bodemgebruik en omliggende gemeenten

## Demografie
Onderstaande figuur toont het verloop van het inwonertal (bron: INSEE-tellingen).